# Perpendicular Style

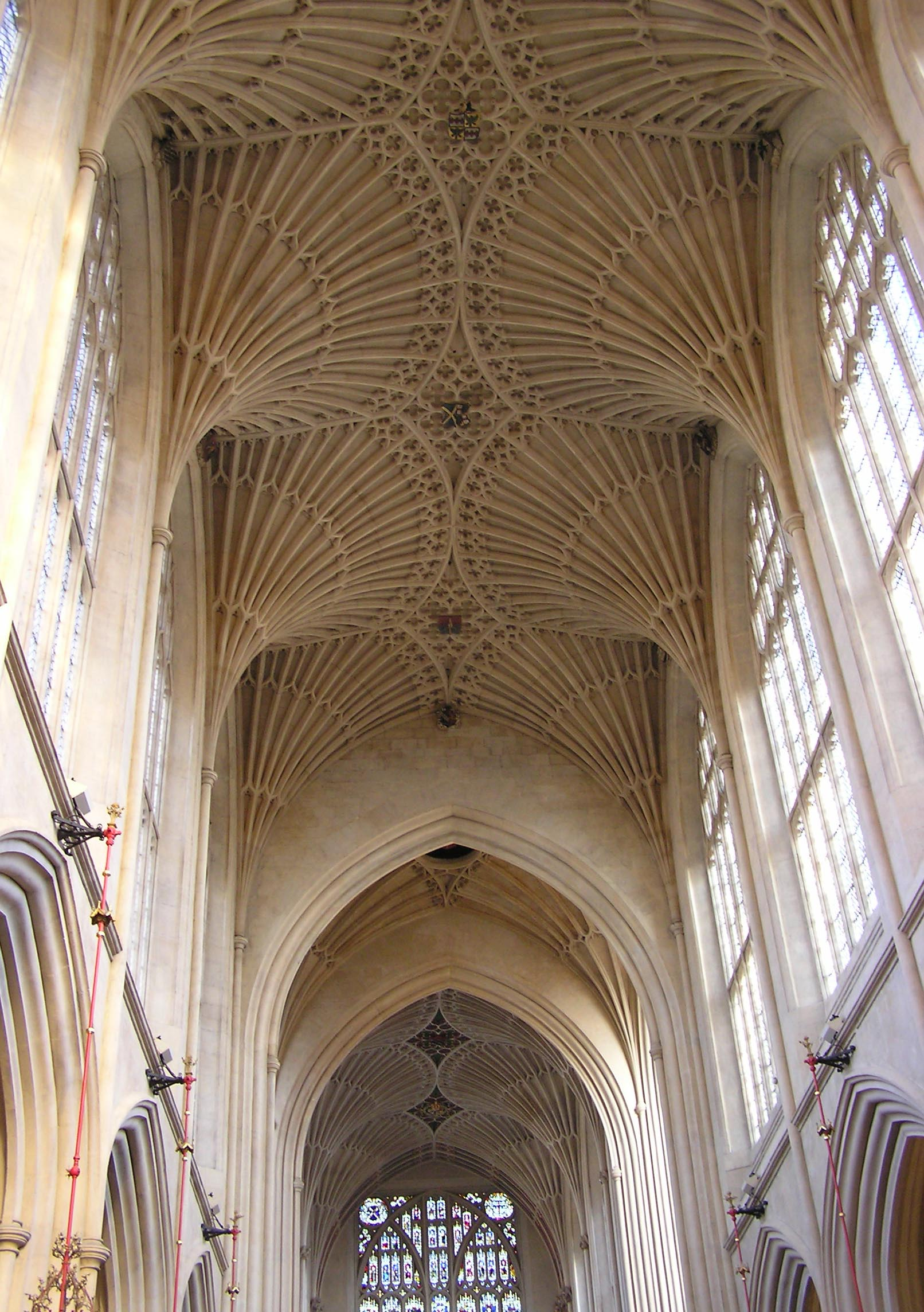
Abteikirche Bath

Perpendicular Style („senkrechter Stil“) oder auch Rectilinear Style („geradliniger Stil“) ist ein für England und angrenzende Gebiete typischer Architekturstil der Spätgotik. Bei vielen Sakral- und Profanbauten des Historismus fand er im 19. und 20. Jahrhundert in weiten Teilen des Britischen Weltreichs erneut Verwendung.

## Charakteristik und Namensherkunft
Der Perpendicular Style schließt sich an das Early English und den Decorated Style an und ist damit die dritte spezifisch englische Form der Gotik. Er wurde hauptsächlich im Zeitraum von 1330 bis 1520 entwickelt und verwirklicht. Der Name leitet sich von dem lateinischen Wort perpendiculum „Lot, Richtschnur“ her und bezieht sich auf die dominanten geraden Linien des Stabwerks, mit dem die hohen Fenster und Wände gegliedert sind. Typisch für diesen Stil ist auch das Fächergewölbe, wie es sich in seiner Reinform in der Abteikirche Bath zeigt.
Der Stilbegriff wurde erstmals 1817 von  dem Architekten Thomas Rickman verwendet. In seinem Werk An Attempt to Discriminate the Styles of English Architecture from the Conquest to the Reformation suchte er nach treffenden Bezeichnungen für die unterschiedlichen Epochen der mittelalterlichen englischen Architektur zwischen der normannischen Eroberung 1066 und den Anfängen der Reformation im 16. Jahrhundert.

## Perpendicular Style im Gewölbebau

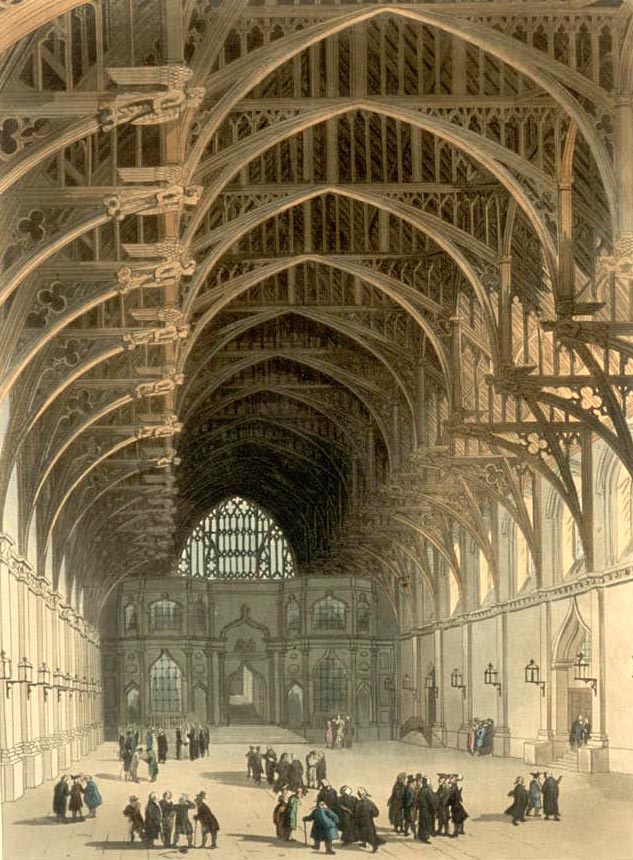
Westminster Hall

Nachdem der dekorative Überschwang mit der Anwendung freier Rippen und willkürlicher Lierne-Muster einen gewissen natürlichen Endpunkt erreicht hatte, setzte eine Gegenbewegung ein, die sich mit einer strengen und rechteckig-steifen Linienführung vom „Decorated“ deutlich absetzen wollte. Betrachtet man allerdings die Gewölbe einiger Räume und Kreuzgänge des „Perpendicular“ ohne historische Voreingenommenheit, lässt sich vielleicht der Satz rechtfertigen, dass es sich hier um eine dekorative Steigerung mit anderen Mitteln handelt.
Nichtsdestoweniger – oder gerade deswegen – wird der Perpendicular-Style als „englischer Nationalstil“ angesehen, der unumstritten über zweihundert Jahre herrschte, ohne auf den Kontinent überzugreifen. Seine Grundformen, bestimmt durch die Betonung von horizontalen und vertikalen Linien, von schlanken Stützen in den Maßwerkfenstern, ließ sich auf den Gewölbebau in dieser Art nicht übertragen. Völlig neue Gewölbeformen wurden eigentlich nicht entwickelt. Aber man veränderte die gewohnten Muster in einer Art, die eher auf ausgefeilte Raffinesse und verfeinertes Raumgefühl schließen lassen als auf abstrakte Abkehr vom dekorativen Übermaß. Das gilt allerdings nur für das Mittelschiff. Die Seitenschiffe werden oft durch Maßwerk in den Arkadenbögen deutlich abgetrennt. Im Mittelschiff werden Wand und Gewölbe optisch stark zusammengezogen, die Gestaltung des Gewölbes orientiert sich an den Gliederungselementen der Fenster. Während der Decorated-Stil die Vereinheitlichung aller Räume zum Ziel hatte, meint der Perpendicular nur einen einzigen Raum, meistens das Mittelschiff.
Wir haben uns hier mit spezifischen Ausformungen der bereits in ihren Grundformen bestehenden Netz- und Sterngewölbe und später mit den reifen Fächergewölben, die auf diesem Gebiet die plastischste Errungenschaft des Perpendicular darstellen, zu beschäftigen.
Beispiele

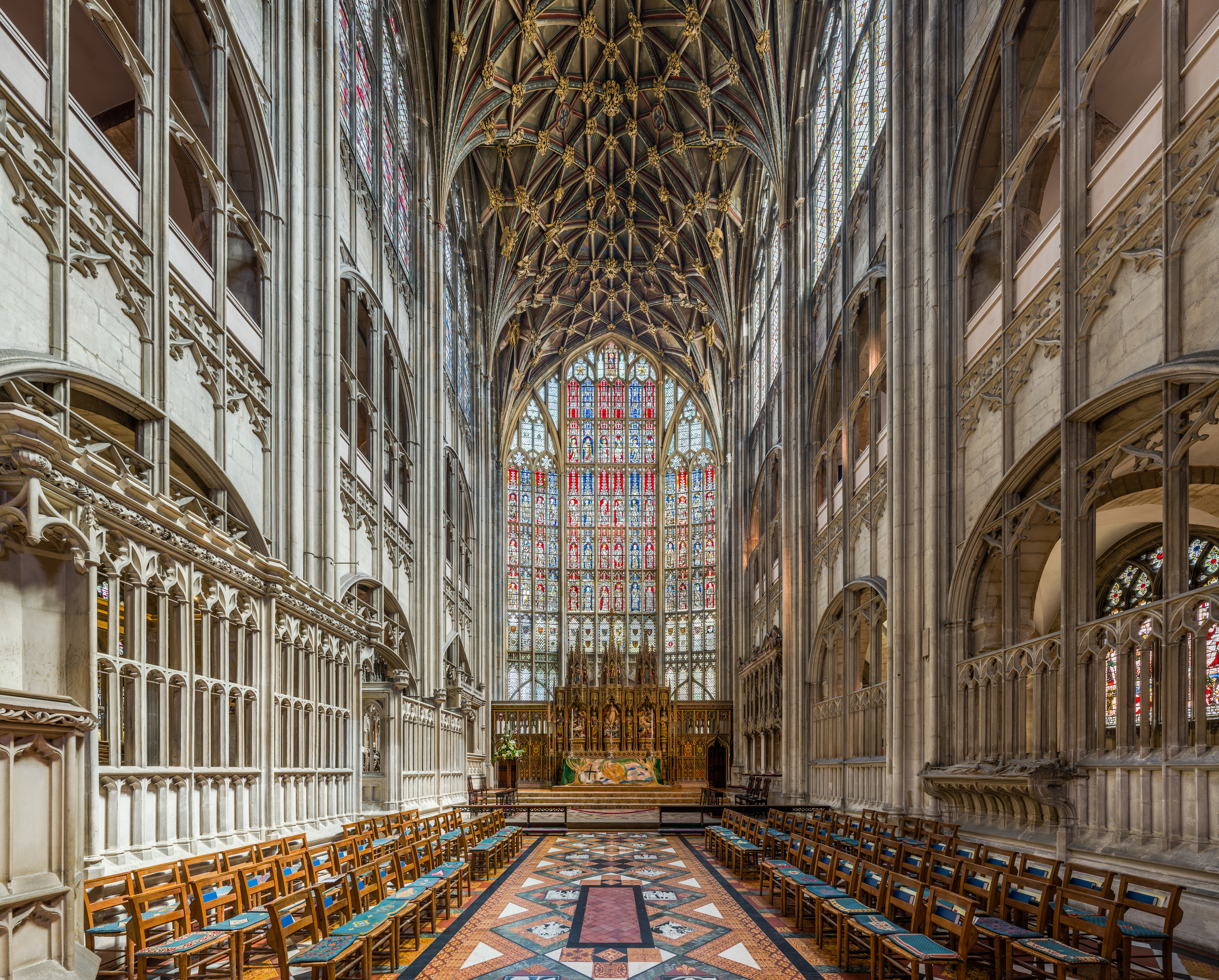
Chor und Ostfenster der Kathedrale von Gloucester

In Gloucester lassen sich alle für den Perpendicular-Stil typischen Elemente finden. Für Martin Hürlimann ist diese Kathedrale „eines der wichtigsten und rätselhaftesten Baudenkmäler der ganzen Kunstgeschichte“. Hier sei „auf einen Schlag eine neue Formenwelt entstanden“. Der Perpendicular-Stil, der um das Jahr 1330 mit dem Bau des Kapitelhauses der beim großen Brand von London im Jahr 1666 zerstörten Kathedrale Old Saint Paul’s in London begann, findet im Chor von Gloucester (1337–1367) seinen ersten Höhepunkt. Das hier benutzte Netzgewölbe zeigt allerdings keinen prinzipiellen Unterschied zu denen des „Decorated“. Neben der Scheitelrippe verlaufen auf jeder Seite eine aus Liernen gebildete Nebenscheitelrippe. Die ganze Gewölbefläche ist von einem kaum zu durchschauenden Netz verschiedenartiger Rippen und einer Vielzahl von Schlusssteinen überzogen. Die Diagonalrippen laufen zum jeweils übernächsten Pfeiler. Ganz ähnlich das Netzgewölbe der Lady-Chapel (1472–1499), das eigentlich ein normannisches Spitztonnengewölbe mit Stichkappen ist, – ohne tragende Funktion des Rippennetzes.
Der Ostflügel des aus honigfarbenen Steinen erbauten Kreuzganges (1351–1377) besitzt neben dem Chapter-House von Hereford (um 1350/60) die frühesten voll entwickelten Fächer-Gewölbe, mit denen nicht nur der ganze übrige Kreuzgang ausgestattet wurde, sondern die für den gesamten Gewölbebau Englands bis in das 17. Jahrhundert hinein richtunggebend wirkte. Die Fächerrippen dieser oft mit einer sich spreizenden Trompetenblüte verglichenen Form enden nicht an einer Scheitelrippe, sondern haben runde Begrenzungslinien, so dass deutlich abgesetzte, halbkelchförmige Fächereinheiten entstehen, die ihr gegenüberliegendes oder seitliches Pendant tangential nur in einem Punkt, bzw. in einer kurzen Linie berühren. Die an der Scheitelfläche freibleibende waagrechte Sternfigur wird mit Passformen versehen, während zwischen den Rippen ebenfalls Maßwerk eingeschrieben ist. Die Profilstärke der Rippen ist deutlich zurückgenommen und einander angeglichen, so dass das Gewölbe wie eine weite, in Wellen dahingehende, feingewebte Fläche wirkt und in seiner Binnenstruktur wie ein Zellensystem, das sich organisch ständig neue Zellen entstehen lässt.
Die berühmtesten Ausformungen dieser Fächerform finden sich in Peterborough im Kapellenanbau hinter dem romanischen Chor (1483–1500), im Engelsturm der westlichen Vierung von Canterbury (1495–1503), in der Kapelle Heinrichs VII. in der Westminster Abbey, London (1503–1519) und in der King’s College Chapel in Cambridge (1446–1515). Hier findet sich einer der schönsten Perpendicular-Räume überhaupt mit einer faszinierenden Harmonie der gesamten Architektur. In Erweiterung einer Bezeichnung von Nikolaus Pevsner könnte man von einem „goldenen Käfig“ sprechen. Die gedrückten Gurtbögen sind deutlich hervorgehoben, weshalb trotz der riesigen Fächer eine dem Wandaufriss entsprechende Jochteilung stattfindet.
Die Fächer können sich im Gegensatz zum Kreuzgang von Gloucester seitlich nicht frei entfalten, sondern stoßen in einer langen Querscheitelrippe aneinander. Sie haben neben der äußeren runden Begrenzungslinie zwei weitere abstandsgleiche Ringlinien (entsprechend der Maßwerkeinteilung der Fenster), von denen die untere fast einen Halbkreis bildet. Die Kontinuität des Gewölbes wird durch die konzentrischen Ringe der Fächer gewährleistet, die die ganze Fläche mit einer Wellenform überziehen, die nirgendwo gestört wird.
Die Kapelle Heinrichs VII. in London weist eine sehr seltene Variation des Fächergewölbes auf. Hier entspringt der Wand kein Halbkelch, sondern dessen Mittelpunkt ist in den Raum gezogen und bildet so ein Hängegewölbe (siehe auch „Abhängling“), das oberhalb des unteren Ausläufers von einem Gurtbogen gekreuzt und getragen wird, der sich als freier Bogen von der Wand löst, in den Kelch eindringt und oberhalb der sichtbaren Gewölbefläche weitergeht (fast wie ein Schirmgewölbe).
Eine ähnliche Konstruktion in diesem Ausmaß wurde zuerst 1480–1483 in der Divinity School in Oxford angewendet, wo der Gurtbogen aber in voller Länge sichtbar blieb. Die Londoner Kapelle weist wohl das prunkvollste Fächergewölbe auf. Jede Einzelfläche ist mit Maßwerkformen geschmückt, auch der Raum zwischen dem unteren Teil des Gurtbogen und dem Wandpfeiler – ein wahrlich „königliches“ Gewölbe also.
Eine ähnlich abenteuerliche Gewölbelösung findet sich im Eingang zum Nordquerhaus in Gloucester (1337–1377 gotisch umgebaut). Von der Form her den Hängegewölben ähnlich ist es jedoch zum großen Teil mit der Wand verbunden und wird an der schmal in den Raum auslaufenden unteren Spitze von einem Bogen aufgenommen, dessen oberer Teil die Portalöffnung überkreuzt. Hürlimann spricht von einem „stalaktitartigen Gewölbe“ (S. 32).

## Beispiele
- Abteikirche Bath
- King’s College Chapel in Cambridge
- Kathedrale von Canterbury
- Kathedrale von Gloucester
- Kathedrale von Manchester
- New College in Oxford
- Magdalen College in Oxford
- Kathedrale von Winchester
- York Minster
- Braunschweiger Dom (Seitenschiff)
- Kloster Bebenhausen (Sommerrefektorium)